# Saltuarius swaini
Espèce
Synonymes
- Phyllurus swaini Wells & Wellington, 1985

Saltuarius swaini est une espèce de geckos de la famille des Carphodactylidae.

## Répartition
Cette espèce est endémique d'Australie. Elle se rencontre dans le nord-est de la Nouvelle-Galles du Sud et dans le sud-est du Queensland.

## Description
Cette espèce atteint au maximum 134 mm sans la queue.

## Étymologie
Cette espèce est nommée en l'honneur de Malcolm Swain.

## Publication originale
- Wells & Wellington, 1985 : A classification of the Amphibia and Reptilia of Australia. Australian Journal of Herpetology, Supplemental Series, vol. 1, p. 1-61 (texte intégral).